# Paul André (poète belge)
Pour les articles homonymes, voir Paul André et André.
Paul André (1941-2008) est un poète belge d'expression picarde et française né à Bléharies, près de Tournai.

## Biographie
Il est professeur de français, de 1963 à 1966, au lycée de Kairouan (Tunisie), avant de déménager pour Blandain et enseigner à Tournai. Il est décédé le 21 novembre 2008, alors qu'il venait de publier le recueil Contes des sages au fil de l'eau aux éditions du Seuil. 
Il crie sa révolte dans « Ravigorache » (in Agets, Blandain, 1984) :
Faut dèserrer nos busiaches, nos langues, nos bras et nos gampes.

Faut skerker d'raches et d'invies.

Sinon

In va 

s'éclire

Traduction en français :
Il nous faut délier les paroles, nos langues, nos bras et nos jambes.

Il faut nous charger de rages et de désirs.

Sinon

on va

se démembrer

Il figure parmi les signataires du Manifeste pour la culture wallonne de 1983.

## Collaborations
En 2000, Guillaume Ledent fait sa connaissance et tombe sous le charme de ses textes. Il met alors en musique certains de ceux-ci: 
Amon Louisse, Ch'est Fiète, Pays Fusain (paru sur album Guillaume Ledent & Dîne à Quatre Orchestra en 2005), Chanson du sud, Le retour de Lili Marlène, Chanson de pluie (parues toutes les deux sur le maxi du groupe Dîne à Quatre Chansons de pluie, Les gros plans étaient interdits, Le répondeur ne répond plus

## Distinctions
- Prix Charles Plisnier, 1979
- Prix Michaux, 1981